# Norrporten
Fastighetsaktiebolaget Norrporten var ett svenskt fastighetsbolag med säte och huvudkontor i Sundsvall. Det såldes 2016 av ägarna (Andra AP-fonden och Sjätte AP-fonden) till Castellum.
Bolaget ägde cirka 140 fastigheter i Sundsvall, Luleå, Umeå, Gävle, Uppsala, Örebro, Linköping, Jönköping, Växjö, Helsingborg, Stockholm, Köpenhamn och Hamburg med ett totalt värde om ungefär 15 miljarder.

## Historik
Företaget kom till under 1990-talets bankkris som ett dotterbolag till Securum AB. Norrporten bildades 1994 för att förvalta ett fastighetsbestånd i Norrland som dåvarande Nordbanken övertagit efter en konkurs. Redan samma år noterades bolaget på Stockholmsbörsen som första statliga försäljning efter bankkrisen. Verksamheten bedrevs då i Sundsvall, Umeå, Luleå och Östersund.
Bolaget växte successivt som en följd av flera förvärv och försäljningar. 2001 köptes bolaget ut från börsen av några finansiella institutioner. Senare ägdes bolaget av andra och sjätte AP-fonderna till lika delar. Efter att ha haft en uttalat norrländsk profil hade bolaget etablerat sig även i södra och mellersta Sverige samt utomlands i Köpenhamn och Hamburg. I Köpenhamn ägde bolaget kontor i anslutning till Kastrup. I Hamburg byggde bolaget kontor i HafenCity. 
Mer än hälften av fastighetsbeståndet var norrländskt med tyngdpunkten i Sundsvall. Bland fastigheterna i Sundsvall märktes Norrporten Arena, som är hemmaplan för GIF Sundsvall. Byggnaden hyser Casino Cosmopol och Sundsvalls Stadshus.
Under 2016 förvärvades Norrporten av Castellum.